# Coaster-Express
Coaster Express sont des montagnes russes en bois du parc Parque Warner Madrid, situé à San Martín de la Vega, en Espagne. Avec une longueur de 1 394,2 mètres et une hauteur de 36,6 mètres, ce sont les plus longues montagnes russes en bois d'Europe  et les troisièmes plus hautes après Colossos à Heide Park et WODAN - Timburcoaster à Europa-Park.
Le parcours fait deux hélices: une de 590 degrés et une de 520 degrés.

## Trains
Coaster-Express a deux trains de cinq wagons. Les passagers sont placés à deux sur trois rangs pour un total de 30 passagers par train. Les trains ont été fabriqués par Intamin.

## Galerie

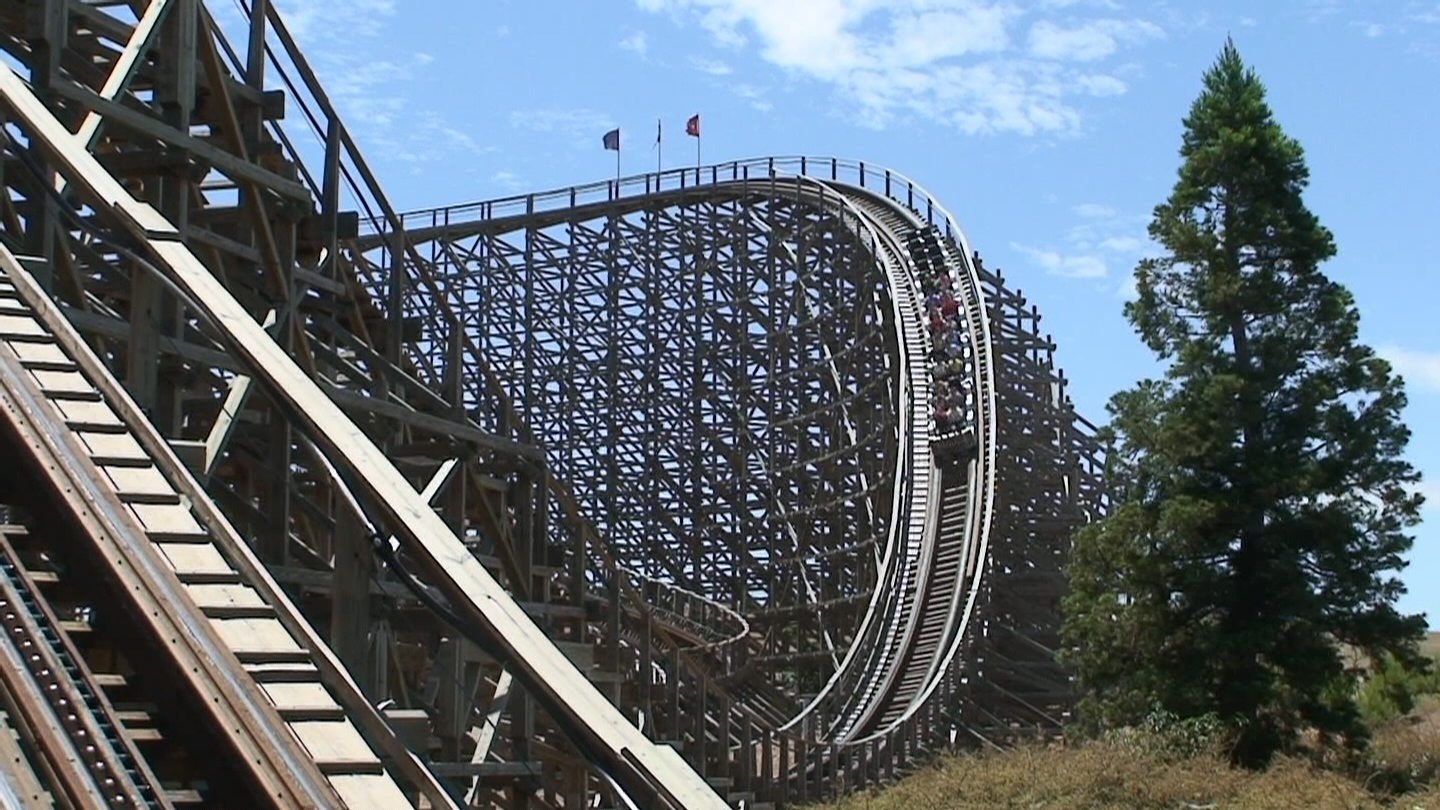
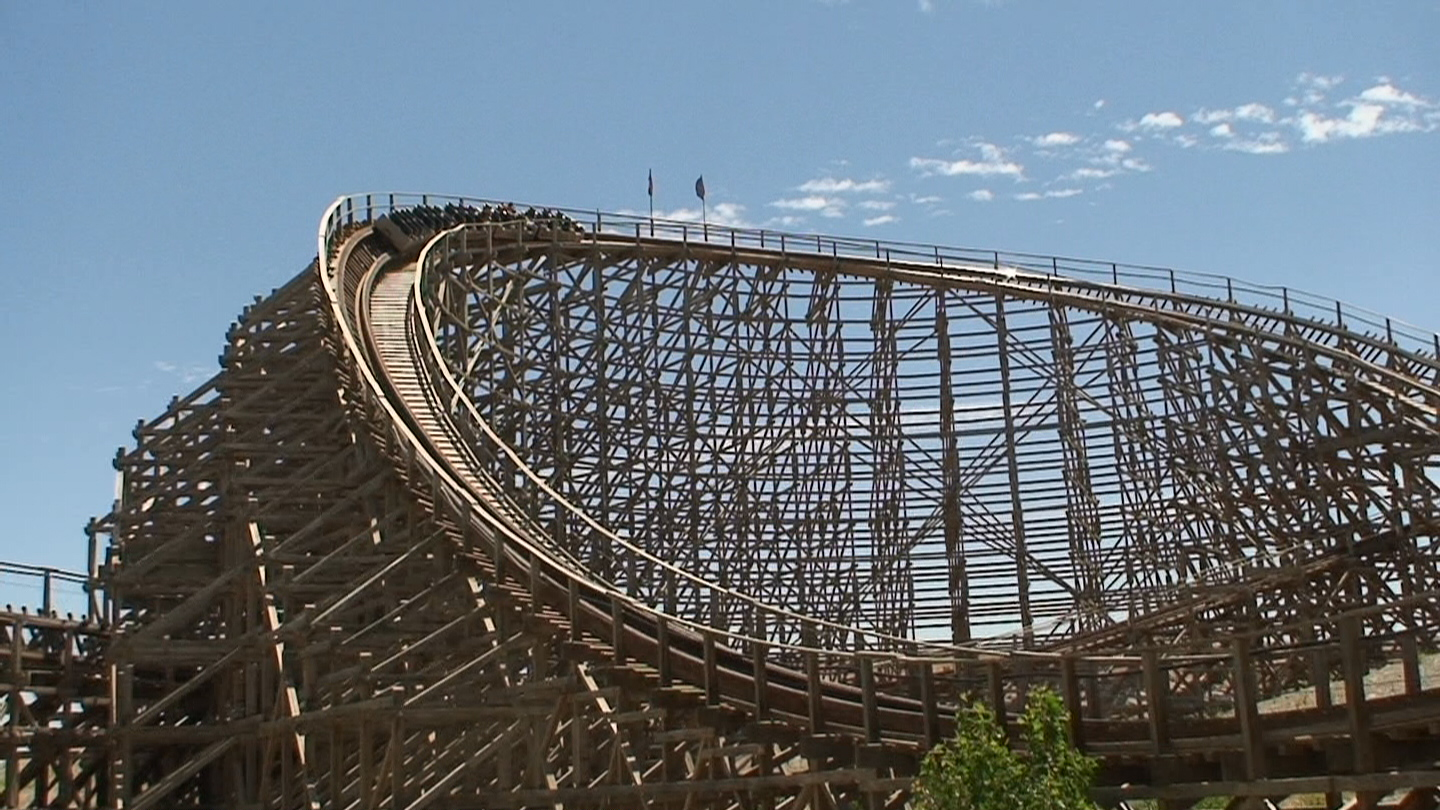
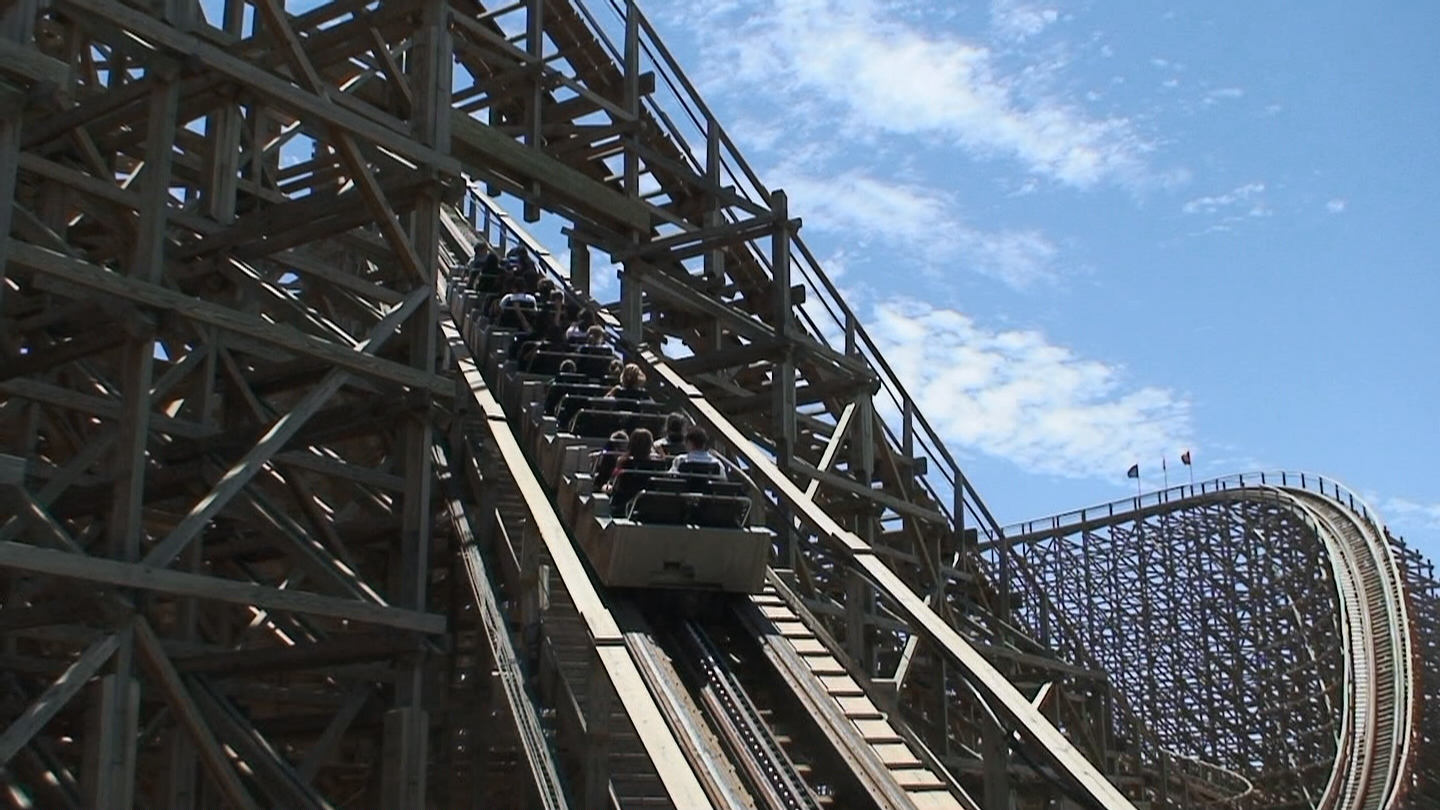